# Aliodea Morosini
Aliodea "Dea" Morosini kallad Dea Moro, död 1478, var en dogaressa av Venedig, gift med Venedigs doge Nicolò Tron (r. 1471-1473).
Hon var dotter till Silvestro Morosini, och gifte sig med Nicolo Tron 1424. "Dea Moro" beskrivs som ett under av skönhet, vilket hade betydelse för en dogekanditat på grund av den skönhetskult som rådde; enligt vissa uppgifter ska hennes utseende haft viss inverkan på valet av maken till doge. Hon var dock också medlem av en äldre familj, medan maken betraktades som en uppkomling och karriärist. Deras kröning ska ha varit den dittills mest praktfulla i Venedig. 
Dea beskrivs av krönikören Palazzo som "Århundradets Venus" och ska ha varit den vackraste och mest välklädda kvinnliga medlemmen av den venetianska adeln. Som person lär hon ha varit ödmjuk och avstod från en statsbegravning. Efter makens död ska hon ha gått i kloster.